# Военное духовенство Российской империи
Вое́нное духове́нство в Росси́и — категория священнослужителей, находившихся в войсках и силах древнего, царского, имперского и современного периодов России.
Это часть российского духовенства, задействованная в духовном окормлении военнослужащих рати, войска и различных родов оружия вооружённых сил России древнерусского, царского, имперского и современного периодов.

## Военное духовенство древней Руси

Икона Знамение Пресвятой Богородицы, 1170 г.

Русь — впервые употребляется как название русского государства в тексте русско-византийского договора 911 года. В ряде летописей сохранились следы того, что ранние сведения о Руси также связывали с периодом правления византийской царицы Ирины (797—802 гг.). По мнению исследователя летописей М. Н. Тихомирова, эти данные происходят из византийских церковных источников.
Священники присутствовали в Рати русского государства всегда.
В 1170 году в битве новгородцев с суздальцами прославилась Новгородская икона Знамения Божией Матери.
В сентябре 1380 года преподобный Сергий Радонежский — основатель и игумен Троице-Сергиевского монастыря благословил святого князя Димитрия Донского на Куликовскую битву и дал ему в войско на битву с Мамаем двух монахов Пересвета и Ослябю.

## Военное духовенство в Русском царстве

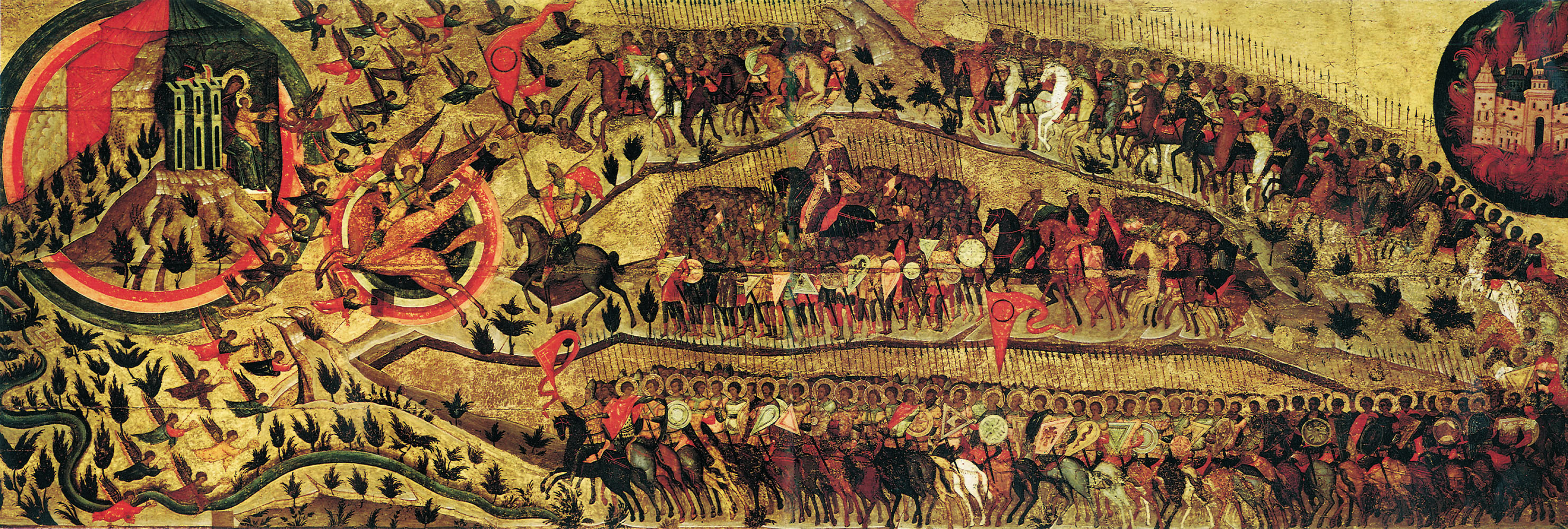
Икона «Благословенно воинство Небесного Царя», написанная в память Казанского похода 1552 года

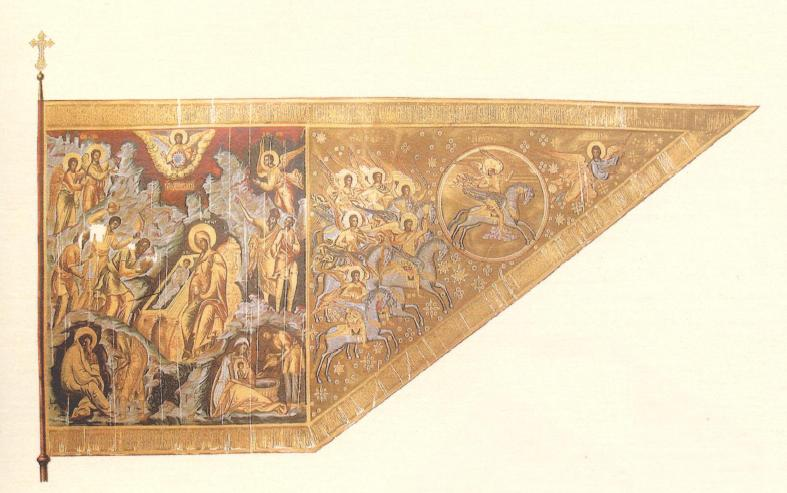
Знамя Большого полка Великого государя царя Алексея Михайловича 1654 года

Русское царство (от оригинальных «руское царьство», «царьство Руское», использовавшихся в исторических источниках или, в эллинизированном варианте, Российское царство) — название Русского государства между 1547 и 1721.
В 1545 году в Казанском походе с Иваном Грозным участвовал протоиерей Благовещенского собора Андрей с собором священнослужителей. Назначения священнослужителей к формированиям в России документированы XVII веком.
В 1647 году во втором военном уставе «Учение и хитрость ратного строения пехотных людей», изданном Московской типографии в царствование Алексея Михайловича, в главе, определяющей жалование воинским чинам, значится полковой священник.
В середине XVII в. началась реформа Русской православной церкви известная как Церковная реформа патриарха Никона.
В 1679 году в царствование Федора Алексеевича в Разрядных книгах имеются упоминания назначения священников в полки, так Царь предписывал Патриаршему приказу назначить священников и «отписать в разряд к дьякам о священнике, дьяконе и количестве церковной утвари, отправленных в полк».
Пётр I также регламентировал наличие военных священников в войсках. Он законодательно подтвердил быть священнослужителям при каждом полку и корабле, и с первой четверти XVIII века назначения священнослужителей к войсковым (воинским) частям (прежде всего, на флот) становятся более регулярными — это обер-иеромонахи флота и обер-полевые священники.
1716 год. Воинский устав Петра I
Глава двадесять девятая «О ОБЕР-ПОЛЕВОМ СВЯЩЕННИКЕ».

«Обер-полевой Священник, при Фельдмаршале или командующем Генерале быти должен, который казанье чинит, литургию, установленные молитвы и прочие священнические должности отправляет. Оный имеет управление над всеми полевыми Священниками, дабы со всякою ревностию и благочинием своё звание исполняли, которые долженствуют почасту у оного быть, дабы ведать могли, что оным повелено будет чинить. Такожде в сумнительных делах имеют от него изъяснение получать. Буде чрезвычайное какое моление, или торжественный благодарный молебен при войске имеет отправлен быть, то долженствует он прочим полковым священникам по указу командующего Генерала приказать: како при каждом полку оные отправлять. Когда ссоры и несогласии между полковыми священниками произойдут, тогда должен он оных помирить и наставлять их к доброму житью; пачеже сам он в достоинстве чина своего учен, осмотрителен, прилежен, трезв и доброго жития должен быть, дабы он ни в чём собою к соблазну другим случая не подал, чтоб об о его чину с поруганием и соблазном не рассуждали».
С 1706 года с приходов стал взиматься специальный сбор — подможные деньги в пользу полковых священников и флотских иеромонахов. Институционально военное духовенство в России закрепилось в начале XVIII века, и до XIX века военные священники подчинялись местному епархиальному начальству по месту расположения частей войск.
С 1720 года на каждый корабль назначался иеромонах, а главой морского духовенства определён Обер-иеромонах Флота.
Взаимодействие мусульманского духовенства с военным ведомством России укрепилось в период правления Екатерины II, прежде всего благодаря установлению политики веротерпимости и организации органов религиозного управления для мусульман.

## Военное духовенство Российской империи
| Жалованье армейских офицеров и военного духовенства перед Первой мировой войной, руб. в год | Жалованье армейских офицеров и военного духовенства перед Первой мировой войной, руб. в год | Жалованье армейских офицеров и военного духовенства перед Первой мировой войной, руб. в год |
| Чин                                                                                         | Оклад после вычетов                                                                         | Оклад после вычетов                                                                         |
| Чин                                                                                         | Основной                                                                                    | Усиленный                                                                                   |
| ------------------------------------------------------------------------------------------- | ------------------------------------------------------------------------------------------- | ------------------------------------------------------------------------------------------- |
| Полный генерал                                                                              | 2100                                                                                        | 2940                                                                                        |
| Генерал-лейтенант                                                                           | 1800                                                                                        | 2472                                                                                        |
| Генерал-майор                                                                               | 1500                                                                                        | 2004                                                                                        |
| Полковник                                                                                   | 1200                                                                                        | 1536                                                                                        |
| Подполковник, войсковой старшина                                                            | 1080                                                                                        | 1344                                                                                        |
| Капитан, ротмистр, есаул                                                                    | 900                                                                                         | 1080                                                                                        |
| Штабс-капитан, штабс-ротмистр, подъесаул                                                    | 780                                                                                         | 948                                                                                         |
| Поручик, сотник                                                                             | 720                                                                                         | 876                                                                                         |
| Подпоручик, корнет, хорунжий                                                                | 660                                                                                         | 804                                                                                         |
| Псаломщик                                                                                   | 360                                                                                         | 540                                                                                         |
| Нештатный дьякон                                                                            | 600                                                                                         | 732                                                                                         |
| Штатный дьякон                                                                              | 720                                                                                         | 876                                                                                         |
| Священник                                                                                   | 900                                                                                         | 1080                                                                                        |
| Нештатный протоиерей и священник в звании благочинного                                      | 1080                                                                                        | 1344                                                                                        |
| Настоятель военного собора и протоиерей благочинный                                         | 1200                                                                                        | 1536                                                                                        |

Росси́йская импе́рия (рус. дореф. Россійская Имперія; также Всеросси́йская импе́рия, Росси́йское государство или Росси́я) — государство, существовавшее в период с 22 октября (2 ноября) 1721 года до Февральской революции и провозглашения республики в 1917 году.
Российская империя была провозглашена 22 октября (2 ноября) 1721 года по итогам Северной войны, когда по прошению сенаторов русский царь Пётр I Великий принял титулы Императора Всероссийского и Отца Отечества.
В 1797 году во главе всего Военного и морского духовенства в административном и судебном отношениях был поставлен обер-священник армии и флота, ему поручено «главное начальство» над полковыми священниками, кроме полевых обер-священников, учреждались должности старших благочинных. Первым обер-священником русской армии и флота высочайше утверждён протоиерей Озерецковский, Павел Яковлевич, ему было дано право прямого доклада Императору, минуя Святейший Синод, а также право непосредственного сношения с епархиальными архиереями. По личному распоряжению Павла I указом от 16 ноября 1797 года Святейший Синод запретил определять священников «худого поведения и бывших под судом в армию и на флот».
В 1800 году введена должность полевого обер-священника. В этом же году 1 июня для комплектования военного духовенства по инициативе обер-священника Озерецковского была учреждена Армейская семинария. Обер-священник получил право личного доклада у Императора, в то время как архиереи могли сообщаться с Императором только через обер-прокурора Святейшего Синода прибывали на аудиенцию в строго назначенное время.
В 1801 году военное и морское духовенство было подчинено Синоду.
В 1815 году Александр I разделил военно-духовное ведомство на две самостоятельные однотипные структуры — управление обер-священника армии и флотов и управление обер-священника гвардии и учредил должность Второго обер-священника для Главного штаба Его Величества и гвардии. Так было образовано отдельное управление обер-священника Главного штаба и войск гвардии. Практически это означало разделение единой системы управления военного духовенства, которое просуществовало до 1890 г. и было вновь объединено при Протопресвитере военного и морского духовенства, гвардии и гренадер Желобовском А.А.
В 1821 году введены должности корпусных Благочинных.
В 1836 году в ведение обер-священника Главного штаба перешло придворное духовенство.
в 1840 году — продолжилось дробление ведомства обер-священника армии и флота и была введена должность (третьего) обер-священника Отдельного Кавказского корпуса, которому на Северном Кавказе с июля 1845 г. подчинялись также церкви казацких линейных войск (около 100 станичных церквей). В частях корпуса служили десятки армейских священников. С переименованием корпуса в Кавказскую армию в штате её Главного штаба предусматривалась должность обер-священника Кавказской армии (с 1858 года — главный священник Кавказской армии), который находился в Тифлисе. В 1853 году Корпусной обер-священник Отдельного Кавказского корпуса протоиерей Лаврентий Михайловский доносил обер-священнику армии и флотов Кутневичу, что «по взятии турками укрепления святителя Николая гарнизон начальника Черноморской береговой линии адмирала Серебрякова, исключая 30 человек, весь уничтожен. В числе убитых находится мученически умерший иеромонах Серафим Гуглинский, ему отрубили голову и, вонзив её на копье, показывали турецкому полчищу».
В 1853 году ведомству обер-священника армии и флота была возвращена часть полномочий, утраченных после смерти Императора Павла I. Обер-священник получил право, минуя Святейший Синод, определять, увольнять, перемещать по службе священнослужителей; разрешать выдачу метрических свидетельств из церковных документов Военного ведомства, назначать следствия по проступкам духовенства и налагать взыскания.
В 1858 году Обер-священники были переименованы в Главных священников.
На 1 Января 1882 года Управление Кавказского военного округа (Квартирное расписание войск Кавказского военного округа. На 1 января 1882 г.):
- Главнокомандующий Кавказской армии — вакансия. Помощник Главнокомандующего Кавказскою Армиею, Генерал от Кавалерии, Генерал-Адъютант Князь Меликов.
- Окружной штаб: Начальник Штаба, Генерал-Лейтенант Павлов. Помощники Начальника Штаба: По командной части, Генерал-Майор Томилов. По хозяйствѳнной части, Полковник Мылов. Главный Священник Кавказской Армии, Протоиерей Стефан Гумилевский (- 1900 г.). Окружной Интендант, состоящий по полевой пешей Артиллерии, Генерал-Лейтенант Викгорст. Помощники Окружного Интенданта: — Генерал-Майор Ямпольский — Генерал-майор Думанский.
- Дислокация: Постоянные квартиры — г. Тифлис.

В 1883—1888 годах произошло объединение военного и морского духовенства.
12 июня 1890 года Высочайше утверждено «Положение об управлении церквами и духовенством военного и морского ведомств». Учреждалось звание протопресвитера военного и морского духовенства, в ведении которого находились все церкви полков, крепостей, военных госпиталей и учебных заведений. Власть над военным духовенством вновь сосредоточилась в лице одного человека. По закону протопресвитер военного и морского духовенства, как и епархиальные архиереи, назначался Святейшим Синодом, после чего утверждался в должности Императором. Протопресвитер стал единственным духовным лицом, свободно перемещавшимся по всей территории Российской Империи. Главными помощниками протопресвитера Положением были определены дивизионные благочинные (для посредства между высшей военной духовной властью и подчинённым ей духовенством). На благочинных возлагалась обязанность наблюдения за подведомственными им церквами и духовенством.
В этом же году начал выходить журнал «Вестник военного духовенства» (в 1911—1917 годах — «Вестник военного и морского духовенства»).
Сформировалась структура военного духовенства в русской армии:
- протопресвитер военного и морского духовенства (статус генерал-лейтенант);
- главные священники округов (статус генерал-майор);
- корпусные, дивизионные, бригадные и гарнизонные благочинные (статус полковник);
- полковые (батальонные), госпитальные и тюремные священники.

Под руководством протопресвитера Шавельского Г. И. была разработана и утверждена Инструкция обязанностей военного священника на поле боя и в тылу. Инструкция определяла место и род занятий всем категориям военных священников. Во время Первой мировой войны 1914—1918 г.г. протопресвитеру Шавельскому Г. И. впервые было дано право личного присутствия на Военном Совете непосредственно в Ставке Верховного Главнокомандующего, а в течение 1914—1917 г.г. он, как и первый обер-священник армии и флота П. Я. Озерецковский, получил возможность личного доклада Императору.
1-11 июля 1914 года в Санкт-Петербурге проходил 1-й Всероссийский съезд военного и морского духовенства в котором участвовало 49 священников, представлявших все 12 военных округов государства. На нем был определён круг обязанностей военного духовенства: помимо непосредственно священнических задач, капелланам предписывалось оказывать помощь в перевязке ран, помогать при эвакуации убитых и раненых солдат, извещать родных и близких убитых воинов о смерти солдат, участвовать в организации обществ помощи инвалидам, а также заботиться об обустройстве походных библиотек и воинских захоронений.
Шавельский Георгий Иванович «Воспоминания последнего протопресвитера Русской армии и флота».

Глава IV. Накануне войны
«…В начале 1914 года у меня явилась мысль собрать в Петербурге представителей военного духовенства от всех военных округов и от флота, чтобы сообща обсудить ряд вопросов, касающихся жизни и деятельности военного священника и, в частности, вопрос о служении священника на войне. Последний вопрос имел огромное значение, а между тем, как это ни странно, не только для общества, но и для военного духовенства он был совершенно неясен и, как я лично убедился в Русско-японскую войну, каждым священником решался по-своему, иногда неразумно и дико…».

В 1915 году создано Управление протопресвитера военного и морского духовенства. Существовало тесное взаимодействие между религиями, так в июне 1915 г. на фронт Первой мировой войны приезжал главный московский раввин Мазе, Яков Исаевич для встречи с протопресвитером Шавельским. Ранее в 1914 году, когда началась Первая мировая война, раввин Мазе от имени евреев Москвы в Большом Кремлёвском дворце докладывал Николаю II об участии евреев Москвы в деле защиты Отечества, об устройстве в Московской хоральной синагоге лазарета для раненых.
В 1916 году Высочайшим повелением были введены должности главных священников Балтийского и Черноморского флотов.
В июле 1917 года состоялся второй Всероссийский съезд военного и морского духовенства, на котором был утверждён принцип выборности всех лиц управленческого аппарата военного и морского духовенства.

## Высшие духовные служители Русской армии и флота
Обер-священники русской армии и флотов.

первый Обер-священник (1800-1807) Озерецковский П.Я.
Обер-священник (1807-1826) Державин И.С.
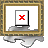
Обер-священник (1826-1827) Моджугинский П.А.
Обер-священник (1827-1832) Мансветов Г.И.
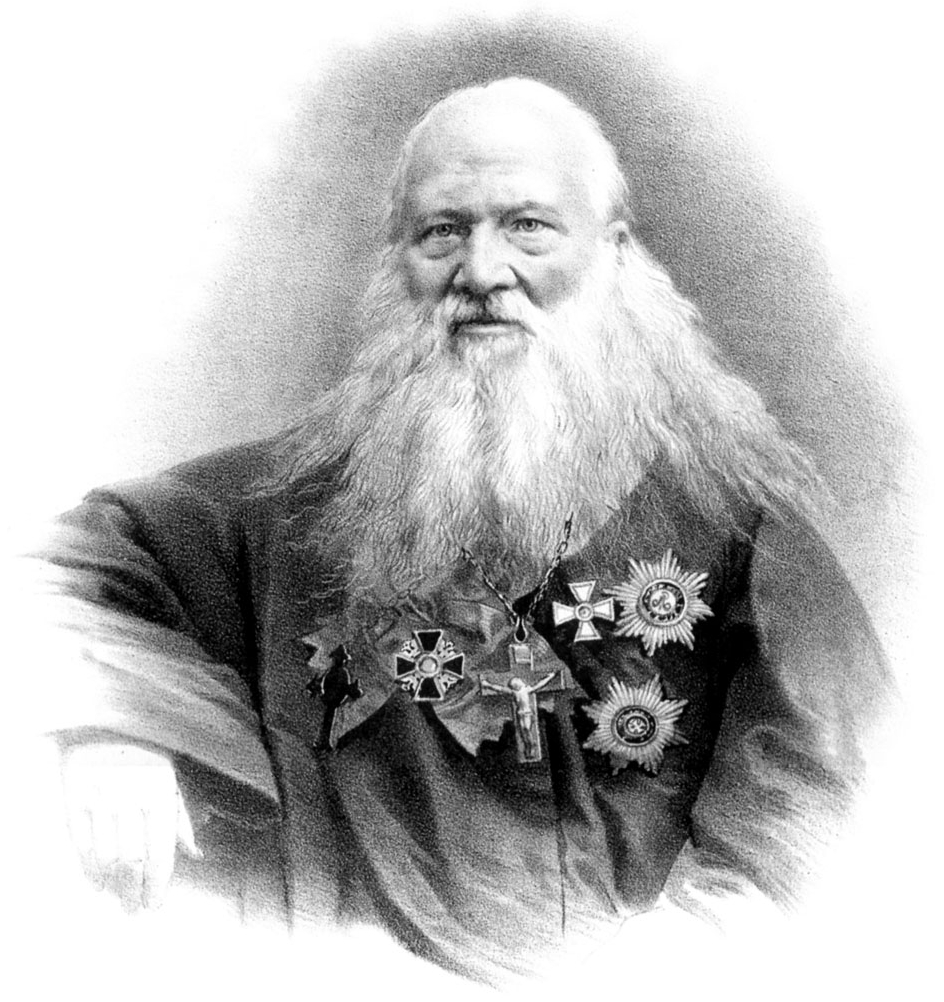
Главный священник (1832-1865) Кутневич В.И.
Главный священник (1865-1871) Богословский М.И.
Главный священник (1871-1888) Покровский П.Е.
Протопресвитер (1888-1910) Желобовский А.А.
Протопресвитер (1910-1911) Аквилонов Е.П.
Протопресвитер (1911-1917) Шавельский Г.И.

Обер-священники при главном штабе, гвардейского и гренадерского корпусов.
Их было три:

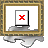
Первый Обер-священник войск гвардии и гренадер (1815-1826) Торопогрицкий А.А.
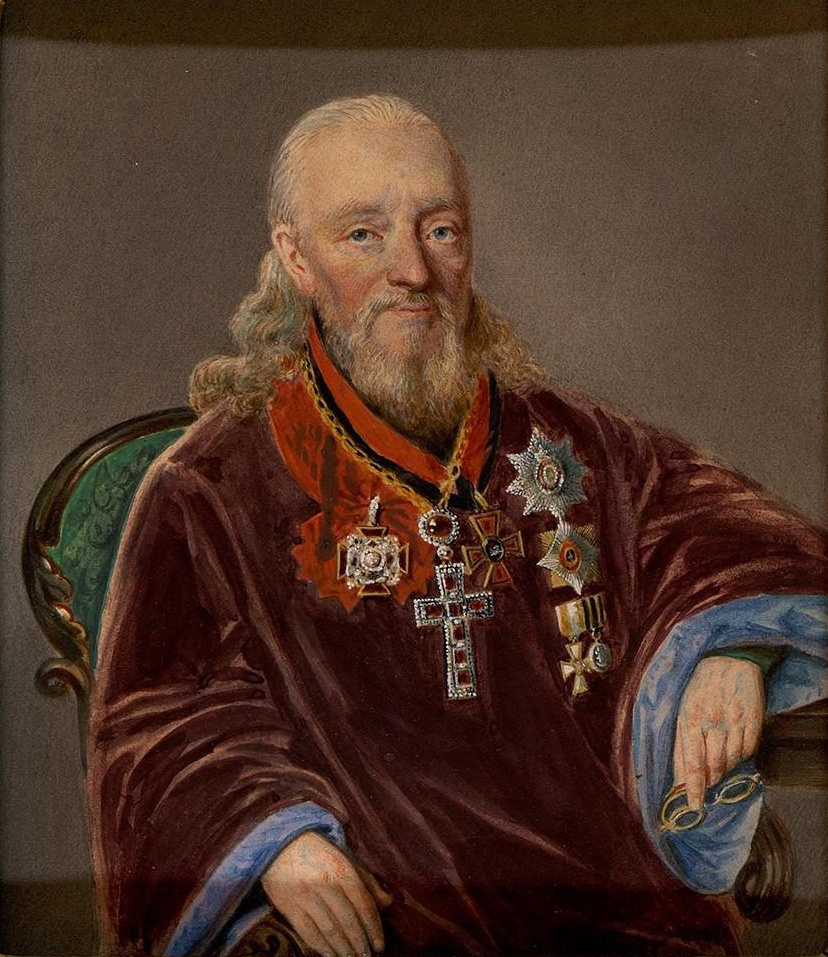
Обер-священник войск гвардии и гренадер (1827-1848) Музовский Н.В.
Обер-священник войск гвардии и гренадер (1849-1882) Бажанов В.Б.

С 1889 года в служебном статусе Главный военный священник приравнивался к генерал-лейтенанту.
Главные священники отдельных армий
Главный священник Манчжурской армии, протоиерей С. А. Голубев

## Духовные служители армии

Военный благочинный Ставровский А.А.
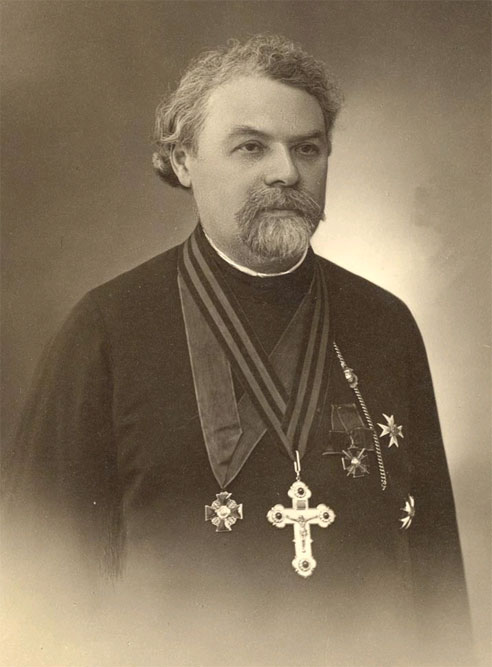
Военный священник Стратанович И.Н.

- Ставровский, Алексей Андреевич с 1892 года — благочинный Санкт-Петербургских и Новгородских церквей армейского ведомства.
- Стратанович Иоанн Николаевич — военный священник лейб-гвардии Кирасирского Её Величества полка, награждённый золотым наперсным крестом на Георгиевской ленте.
- Санборский Константин Антонович — военный священник рождён в 1860 году. Учился в Донской семинарии, окончил в 1882 году. Владел английским, французским, украинским и в совершенстве — греческим и латинским языками. В первую Мировую, за участие в боевых действиях против германцев, протоиерей Санборский К. А. был награждён Георгиевским крестом и медалью «За Брусиловский прорыв» Умер в 1919 году от сыпного тифа.

## Духовные служители флота

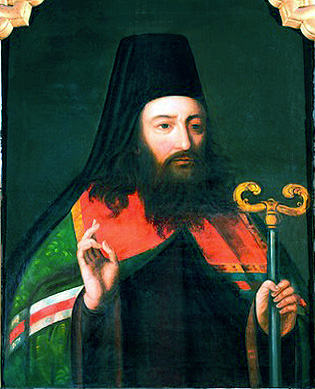
Обер-иеромонах флота Гавриил (Бужинский)
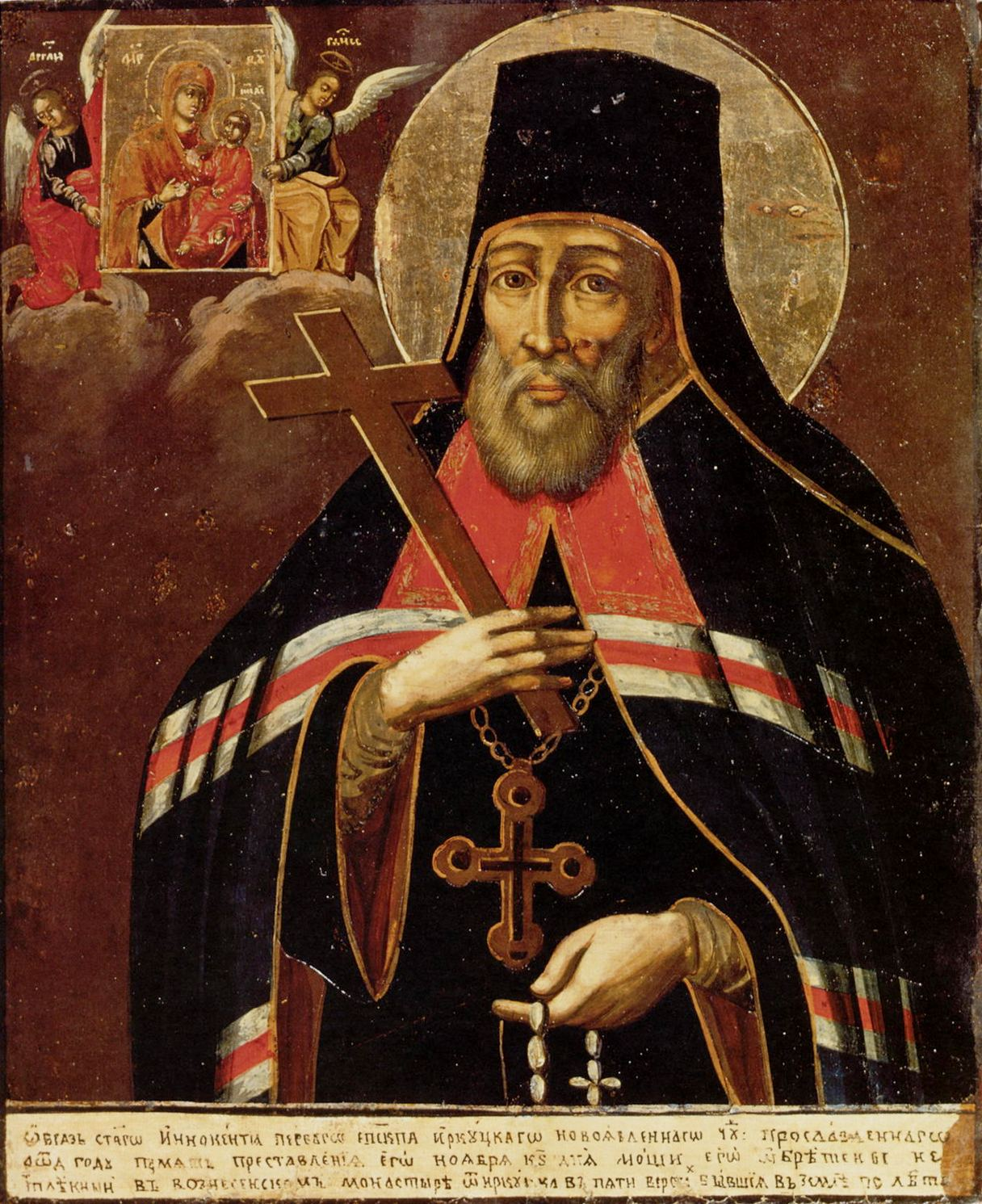
Обер-иеромонах флота Иннокентий (Кульчицкий)

- Варсонофий (Щеныков) в 1717 году взят в Александро-Невскую лавру и был в 2-х кампаниях на флоте обер-иеромонахом.
- Гавриил (Бужинский) в 1718 году назначен Петром I обер-иеромонахом флота.
- Иннокентий (Кульчицкий) в 1719 году переведён в Санкт-Петербург и определён соборным иеромонахом в Александро-Невскую лавру. Назначен на должность корабельного иеромонаха на корабль «Самсон», стоявший в Ревеле, затем — обер-иеромонахом флота, стоявшего в городе Або.

## Жалованье военного духовенства
Жалованье военного духовенства перед Первой мировой войной, руб. в год
| Чин                                                    | Оклад жалованья основной После вычетов | Оклад жалованья усиленный После вычетов |
| ------------------------------------------------------ | -------------------------------------- | --------------------------------------- |
| Псаломщик                                              | 360                                    | 540                                     |
| Нештатный дьякон                                       | 600                                    | 732                                     |
| Штатный дьякон                                         | 720                                    | 876                                     |
| Священник                                              | 900                                    | 1080                                    |
| Нештатный протоиерей и священник в звании благочинного | 1080                                   | 1344                                    |
| Настоятель военного собора и протоиерей благочинный    | 1200                                   | 1536                                    |

## Военное духовенство различных религий

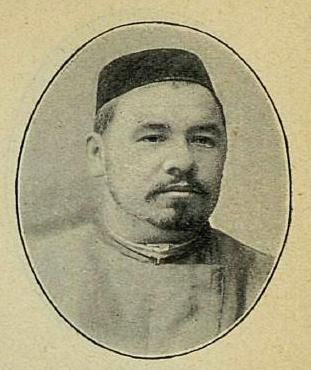
Полковой мулла Хурамшин Я.Х.

Русская армия всегда отличалась веротерпимостью. В принятии присяги участвовало духовное лицо того вероисповедания, к которому принадлежал принимающий присягу.

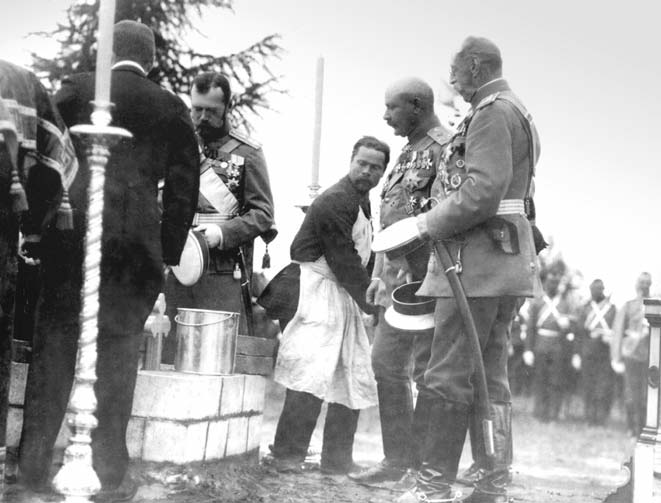
Император Николай II и Гусейн Хан Нахичеванский при закладке церкви, 6 августа 1907 года

«История не знает ни одного факта, когда какие-нибудь конфликты в русской армии или флоте возникали на религиозной почве. И во время войны с Японией, и в войне с Германией успешно сотрудничали и православный батюшка, и мулла, и раввин».
В XVI в. в ходе ливонской войны (1558—1583) рядом сражались православные воины и мусульмане. Протестант Михаил Барклай-де-Толли стал фельдмаршалом, князем, военным министром и полным кавалером ордена Святого Георгия. В Первую мировую войну командовали корпусами мусульмане генералы: Нахичеванский, Гусейн Хан, Абациев, Дмитрий Константинович, Алиев, Эрис Хан Султан Гирей и многие другие. В конце XIX в. в академии Генерального штаба историю военного искусства преподавал старообрядец полковник Баскаков, а начальник штаба армейского корпуса генерал-майор Хануков, Александр Павлович, который исповедовал иудаизм в 1918 расстрелян большевиками.
Перед Первой мировой войной в каждом военном округе были свои мулла, ксендз и раввин.
Энциклопедический словарь Брокгауза и Ефрона:

«При русских войсках и военных учреждениях состоят ещё римско-католические капелланы, находящиеся в ведении административного декана, и лютеранские дивизионные проповедники с адъюнктами; кроме того, в варшавском округе при штабе каждого из расположенных там трех армейских корпусов учреждено в 1887 г. по одной должности евангелическо-аугсбургского проповедника. В 1879 г. это инославное духовенство допущено к участию в эмеритальной кассе военно-сухопутного ведомства. В казачьих землях в ведении военного министерства состоит магометанское духовенство. Ср. Невзоров, „Исторический очерк управления военным духовенством в России“ (СПб., 1875); Т. Барсов, „Об управлении военным духовенством“ (СПб., 1879)».

Так описывает ритуал присяги Куприн, Александр Иванович в повести «Поединок» (1905 г.):

«…Ромашов часто разговаривал с Гайнаном о его богах, о которых, впрочем, сам черемис имел довольно темные и скудные понятия, а также, в особенности, о том, как он принимал присягу на верность престолу и родине. А принимал он присягу действительно весьма оригинально. В то время когда формулу присяги читал православным — священник, католикам — ксендз, евреям — раввин, протестантам, за неимением пастора — штабс-капитан Диц, а магометанам — поручик Бек-Агамалов, — с Гайнаном была совсем особая история. Полковой адъютант поднес поочередно ему и двум его землякам и единоверцам по куску хлеба с солью на острие шашки, и те, не касаясь хлеба руками, взяли его ртом и тут же съели. Символический смысл этого обряда, был, кажется, таков: вот я съел хлеб и соль на службе у нового хозяина, — пусть же меня покарает железо, если я буду неверен…»

### Мусульманское военное духовенство
Мусульманское военное духовенство Российской империи — это вся совокупность духовных лиц, профессионально занимавшихся отправлением религиозного культа, мусульманским судопроизводством и руководством общиной верующих в структурах военного ведомства Российской империи в конце XVIII — начале XX века.
В именном указе Екатерины II от 28 января (8 февраля) 1783 года «О дозволеніи подданнымъ Магометанскаго закона избирать самимъ у себя ахуновъ». В армии ахун являлся старшим муллой военного округа, по существу, выполняя должность верховного духовника, в обязанности которого кроме прочего входило поддержание боевого духа частей, разъяснение царских манифестов, указов, обращений правительства и генштаба к армии.
4 (16) января 1833. № 5885. Указ Именный, объявленный Коммисариатскому Департаменту Военнаго Министерства Дежурным Генералом. «О производствѣ полковымъ Мулламъ Башкирскихъ полковъ жалованья». 

 Государь Император Высочайше повелеть соизволил: полковым Муллам Башкирских полков, находящихся на службе, вместо получаемаго ими ныне оклада по 150 рублей, производить впредь жалованья по 300 рублей в год, ассигнациями.— Полное собрание законов Российской Империи. Собрание второе Том 8 — C.9
В 1877 году в российской армии были учреждены штатные должности мусульманских мулл и имамов. Они должны были совершать объезд всех частей, где служили мусульмане, присутствовать на принятии присяги (кроме клятвы верности Царю и Отечеству, данный обряд сопровождался чтением и целованием Священного Корана), проводить беседы и проповеди, а также выполнять обряды принятия в ислам, поминовения усопших и похорон по мусульманским обычаям. В Москве и Санкт-Петербурге, а также в некоторых городах Восточной Сибири и Северного Кавказа на штатные должности военных мулл назначались главы местных мусульманских приходов. С началом русско-японской войны в войсках были введены постоянные муллы или имамы.
Полковой мулла 8-го гренадерского полка, расквартированного в 1901 г. в Твери, Хусаин Сеид-Бурханов был возведен в почетное звание «ахун» Оренбургским магометанским духовным собранием, при этом имел чин подполковника. В составе расквартированных в Твери полков (8-го гренадерского и 1-го Драгунского) в 1905 году числилось 73 мусульманина.
3 января 1909 года на должность муллы Московского военного округа выдвигается тверской магометанский мулла Соборной мечети, выстроенной в 1906 году Хусаин Сеид-Бурхан, утвержден на должность в июле 1909 года.
- Ахтямов, Ахмед-Заки в 1908 году Командиром 1-го Западно-Сибирского стрелкового батальона ходатайствовал А.Ахтямова на должность военного муллы, так как А.Ахтямов с 1891 по 1895 года исполнял требы чинов 4-го Зап-Сибрского линейном батальоне, а с 1900 по 1908 в 1-м Зап-Сибрском батальоне безвозмездно.
- Хурамшин, Ямалетдин Хурамшинович в период Первой мировой войны исполнял обязанности полкового муллы[18].

Первым муллой Приамурского военного округа, стал крестьянин из ссыльных Александровского округа о. Сахалин оглы Габдул-Гафар-Абдул-Джебар. Духовное окормление военных мусульман округа было организовано посредством штатных и нештатных мулл. Сохранилось следующее свидетельство: «Я, нижеподписавшийся Хаджи, Имам и Мугаллем, Габдул-Гафар-Абдул-Джебар, имею честь разъяснить, что на основании свода законов Российской империи… был выбран муллою для магометанских треб с 1891 г. нижними чинами Хабаровского и Владивостокского гарнизонов магометанского исповедания, а именно: 1, 3, 7, 8, 10-го Восточно-Сибирских линейных батальонов; — Хабаровская окружная артмастерская; — матросы Сибирского флотского экипажа; — 1-й Уссурийский ж / д батальон; — Владивостокской крепостной артиллерии; — Владивостокского крепостного пехотного полка; — Восточно-Сибирского саперного батальона; — Владивостокской саперной роты; — Хабаровского окружного артсклада; — Хабаровской местной команды; — 3-й батареи 2-й Восточно-Сибирской артбригады; — Николаевской крепостной артиллерийской роты; — 11, 12, 24-го Восточно-Сибирских стрелковых полков; — полевого запасного № 16 госпиталя».
После начала первой мировой войны по рекомендации Гатауллы Баязитова его ученика Гимади Байгильдеева назначают военным ахуном Северо-Кавказского военного округа и отправляют в г. Армавир для работы в мусульманских частях царской армии. Гимади Байгильдеев неоднократно встречался с председателем турецкого Красного Полумесяца Юсуфом Акчурой для облегчения положения военнопленных, о которых турецкое правительство не особо заботилось. После победы Октябрьской революции военных ахунов, как и христианских священников стали увольнять из армии, заменив комиссарами.
В издании «Весь Харьков» за 1914—1915 гг. указан адрес: Магометанская Соборная мечеть. Ярославская ул., 31-33. Харьковский губернский ахун и мулла Киевского военного округа Узбяков Рахим. С 1914 г. по 1917 г. он являлся военным муллой Киевского военного округа, в который входил харьковский гарнизон.

### Военные раввины Российской империи
27 августа 1827 г., в период нахождения на должности Обер-священника Моджугинского П. А., было утверждено Постановление о военной службе евреев. Военнослужащим-евреям разрешалось ходить в синагоги и исполнять обряды согласно иудейской вере, поскольку она являлась терпимой. Если в месте дислокации не было синагоги, то евреям для исполнения обрядов дозволялось собираться «кучкой». В соответствии с положением Армейского Устава (Параграф 94-й) определялось: «Если евреев более 300 человек, для них может быть определён раввин с жалованием от казны, что делается по представления от военного начальства». Евреи согласно указу Николая I о введении для них воинской повинности (26 августа 1827) брались в рекруты с 12 лет. Еврейские дети-рекруты до 18 лет направлялись в батальоны кантонистов, откуда большинство их попадало в школы кантонистов, и немногих определяли в села на постой, либо в ученики к ремесленникам. Годы пребывания в кантонистах не засчитывались в срок военной службы (25 лет) как евреям так и неевреям. Квота призыва для еврейских общин составляла десять рекрутов с одной тысячи мужчин ежегодно (для христиан — семь с одной тысячи через год) (призыв объявлялся только на один из четырёх призывных округов, то есть каждые 4 года для каждого отдельного округа). От общин, кроме того, требовали расплачиваться «штрафным» числом рекрутов за податные недоимки, за членовредительство и побег призывника (по два за каждого), причем разрешено было пополнять требуемое число призывников малолетними.
- Берман, Яаков (1878—1974) раввин Бердичева — после Февральской революции 1917 года один из создателей военного раввината — главный военный раввин при штабе Юго-Западного фронта русской армии, ему был присвоен чин подполковника, с июня 1917 главный раввин российской армии. Так, после Февральской революции в 1917 году, Временное правительство ввело должность главного раввина российской армии.

До 1827 года военная служба заменялась для евреев России податью. С 1827 года евреев стали призывать в армию на 25-летнюю действительную службу. Тысячи евреев сражались в русской армии во время Крымской войны (1854—1856). Около 500 солдат-евреев погибло во время обороны Севастополя. В 1874 году был введен Закон о всеобщей воинской повинности, по которому все российские подданные, достигшие 21 года, подлежали воинской повинности. Уравнение евреев в правах с остальной частью населения в отношении военной службы было закреплено Законом.
В память героической Севастопольской обороны в 1866 г. в городе Севастополе над могилой 500 (а по другим сведениям — 3000) павших русских воинов-евреев был сооружен памятник с надписями на русском и на иврите: «Памяти еврейских солдат, павших за Отечество при обороне Севастополя во время войны 1854—1855 гг.».

## Роль религиозных центров России во время военных действий

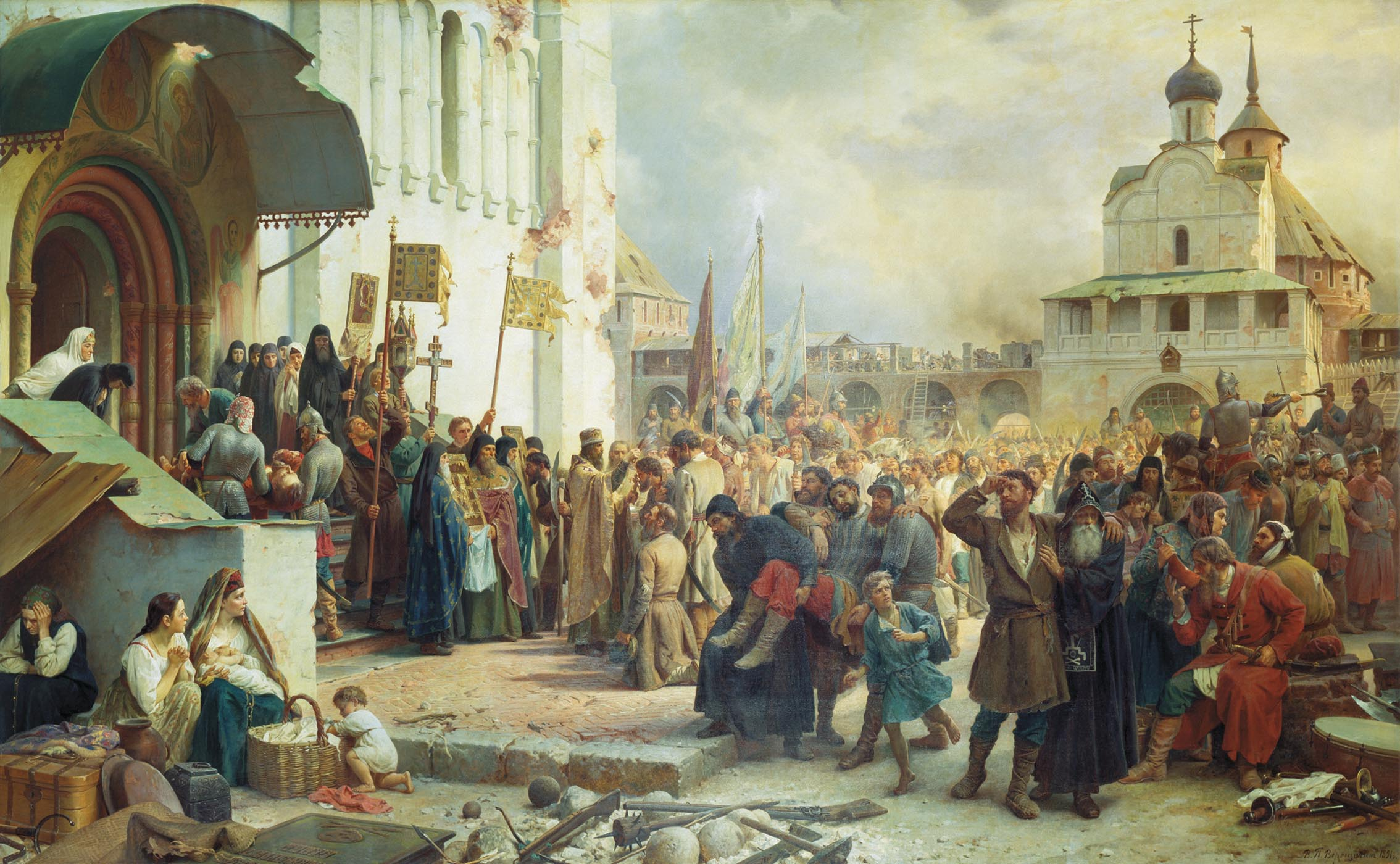
картина Верещагина «Защитники Свято-Троицкой Сергиевской лавры в 1608 году»
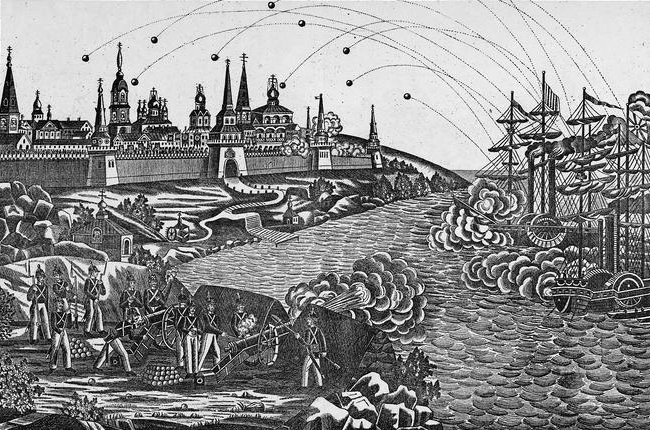
Нападение англичан на Соловецкий монастырь 1868 год.
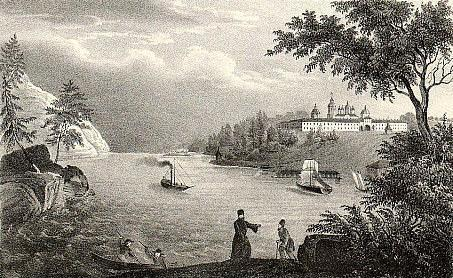
Вид Валаамского монастыря в XIX веке.
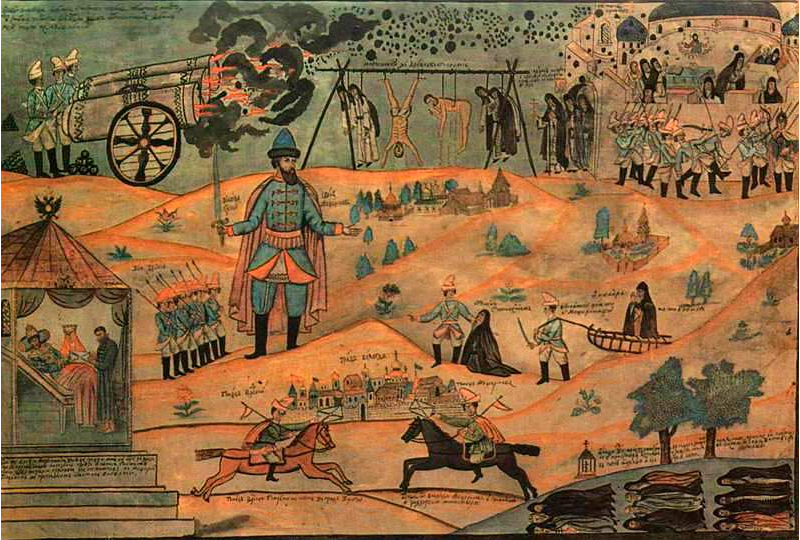
Воевода Мещеринов подавляет Соловецкое восстание. 1677 г.

Во времена набегов племен Золотой Орды на Русь православные монастыри — крепости духа и веры становились также военными крепостями.
Во время Троицкой осады в 1608 году руководители польско-литовского войска не ожидали упорной обороны монастыря, основываясь на массовом неприятии населением Руси царствования Василия Шуйского и параличе российской государственной власти. Поэтому отказ русского гарнизона сдать Троице-Сергиев монастырь без сопротивления поставил их в трудное положение. 12 января 1610 г. интервенты сняли осаду монастыря и отступили к Дмитрову. Закончилась 16-месячная тяжёлая, но упорная, активная, искусная и успешная оборона Троице-Сергиева монастыря. Героической борьбой защитников монастыря, а их было 3000 человек, удалось отстоять от интервентов важный стратегический пункт на северных подступах к Москве и сделать существенный вклад в развертывание народной войны против интервентов.
Соловецкое восстание 1668—1676 — восстание монахов Соловецкого монастыря против церковных реформ патриарха Никона. Из-за отказа монастыря принять нововведения, правительство в 1667 году приняло строгие меры, распорядилось конфисковать все вотчины и имущество монастыря. Годом позже на Соловки прибыли царские полки и приступили к осаде монастыря.
В начале XVIII века Пётр I начал борьбу за выход к Балтийскому морю и экспансию России на северо-запад. В 1702 году (11 (22) октября) Россия захватила крепость Нотебург (переименована в Шлиссельбург), а весной 1703 года — крепость Ниеншанц в устье Невы. Здесь 16 (27) мая 1703 года началось строительство Санкт-Петербурга, а на острове Котлин разместилась база русского флота — крепость Кроншлот (впоследствии Кронштадт). В ходе военной кампании 1710 года русской армии удалось взять Выборг. Тогда же на основе Ингерманландской губернии была создана Санкт-Петербургская губерния.В 1715 году Пётр I по просьбе архимандрита Кирилло-Белозёрского монастыря издал указ о восстановлении Валаамской обители. Строительство монастыря было разрешено на только что отвоеванной территории, когда ещё не был подписан мирный договор.
В Крымскую войну на Белом море действия эскадры англо-французский флота капитана Оманея ограничились захватом мелких купеческих судов, грабежом прибрежных жителей, двукратной бомбардировкой Соловецкого монастыря Были попытки предпринятия десанта, однако от них отказались. Осенью 1854 года англо-французские эскадры покинули Балтийское море.

## Подвиги военных священников

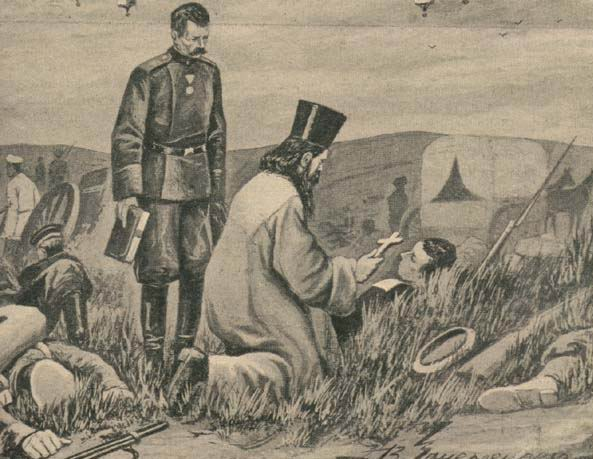
Священник напутствует раненного. Русско-японская война 1904—1905 гг.

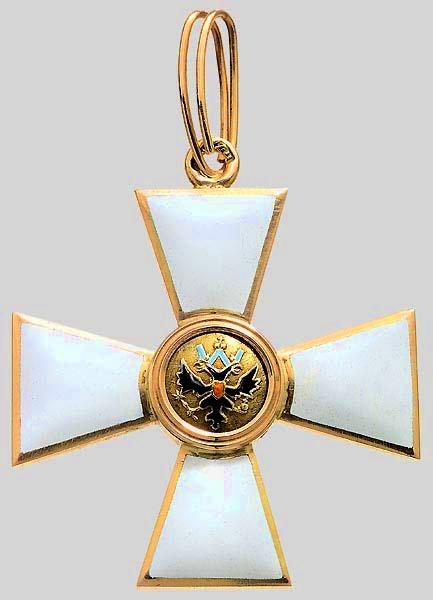
Знак ордена Святого Георгия 3-й ст. для офицеров нехристианской веры, с 1844 г.

С 1797 г. представителей духовенства указами императора за особые заслуги стали награждать орденами. Военные священнослужители получали ордена святой Анны, святого равноап. князя Владимира, святого Георгия и золотые наперсные кресты на георгиевской ленте. Две последние награды вручались только за военные отличия. В 1855 г. военное духовенство получило право к орденам, пожалованным за отличия в боевой обстановке, присоединять мечи, что раньше было привилегией офицеров.
В соответствии с императорским указом от 13 августа 1806 г. все представления военных священнослужителей к наградам делались через военные инстанции. Духовное начальство могло лишь высказывать своё мнение. Священнослужители представлялись к наградам на общих основаниях с военнослужащими. В 1881 г. право самостоятельного награждения подведомственного духовенства скуфьей получили высшие представители в. и м. д.
Заслуги, за которые военный священник мог получить большинство из возможных наград, никакими нормативными актами не оговаривались. Исключение составляли статуты орденов святого Владимира и святой Анны. В статуте ордена святой Анны в редакции 1833 г. предусматривалось награждение священнослужителей за «увещания и примеры для полков в сражениях», за сохранение здоровья и нравственности солдат (если «в продолжение трех лет сряду не окажется между ними виновных в нарушении воинской дисциплины и спокойствия между жителями, а число бежавших не будет превышать в сложности одного человека из ста»). На священников военного ведомства было распространено право на пожалование орденом святого Владимира 4-й степени за выслугу 25 лет при участии в военных кампаниях и 35 лет наравне с офицерскими чинами в мирное время. Эта практика была распространена и на диаконов, если они до выслуги 35 лет в священном сане удостаивались получить орден святой Анны 3-й степени.
Помимо наград Русской православной церкви многие священники в ходе боевых действий заслужили орден Святого Георгия, а также другие ордена и медали.
Священник 19-го егерского полка о. Василий Васильковский был награждён 4-й степенью Ордена Св. Георгия за отличия в сражении под Малоярославцем где он с крестом в руке находился в боевых порядках полка и воодушевлял солдат. По ходатайству М. И. Кутузова Александр I повелел наградить мужественного батюшку за неустрашимость и ревностную службу орденом Св. Георгия 4-й степени. Это был первый в истории ордена и православного духовенства случай награждения военного священника орденом Святого Георгия. 17 марта 1813 года орден был вручен о. Василию..
Позднее, в течение XIX века орденом Святого Георгия были награждены ещё 3 военных священнослужителя.
Первое награждение в XX веке состоялось 27 ноября 1904 г. — Командующий Русской армией генерал А. Н. Куропаткин лично наградил 29-летнего полкового священника 11-го Восточно-Сибирского стрелкового полка о. Стефана. В Русско-японскую войну в первом крупном сражении на суше 18 апреля (1 мая) 1904 года на южном участке границы между Кореей и Китаем, под Тюренченом, у реки Ялу (Ялуцзян), благословив стрелков, с пением «Христос воскресе» о. Стефан повел в атаку роту, командир которой был убит. В этом бою о. Стефан был ранен двумя пулями.
Затем орден был вручен военным священникам ещё 13 раз, а последнее награждение состоялось в 1916 г.
Изготавливались и специальные награды: на орденах, георгиевских крестах и медалях вместо изображения или вензеля православного святого помещали двуглавого орла — герб России. Так как Св. Георгий — христианский святой, то для иноверцев был предусмотрен вариант ордена, в котором вместо Св. Георгия был изображён герб России, двуглавый орёл. Образец ордена с орлом был утверждён Николаем I 29 августа 1844 года в ходе Кавказской войны, и первым удостоился нового знака майор Джамов-бек Кайтахский, а Еврейский союз Георгиевских кавалеров", к концу Первой мировой войны он насчитывал 2500 членов.

## Военное духовенство в Российской республике
Российская республика — название России с 1 сентября 1917 по 10 июля 1918 года. Провозглашена постановлением Временного правительства от 1 (14) сентября 1917 года.
В 1917 году Временное правительство ввело должность главного раввина российской армии. После Октябрьской революции военнослужащие русской императорской армии, находившиеся в немецком плену, отказались от совершения исповеди и евхаристии, несмотря на то, что таинства были обязательны.

## Ликвидация института военного духовенства после Октябрьской революции
16 января 1918 года институт Военного и морского духовенства в российской армии был ликвидирован приказом Народного комиссариата по военным делам. Из армии было уволено 3700 священников и церковнослужителей, из них священников 2813.

## Военное духовенство в Белых армиях
Значительная часть военного духовенства продолжила свою службу в армиях А. И. Деникина, П. Н. Врангеля, А. В. Колчака в годы Гражданской войны 1917—1923 годов.
27 ноября 1918 года для Добровольческой армии приказом генерала А. И. Деникина была установлена должность протопресвитера военного и морского духовенства. 10 декабря приказом генерала Деникина на должность протопресвитера был назначен Шавельский Г. И. В это время священников в Добровольческой армии было около 50.
На ноябрь 1919 года штат Управления главного священника армии и флота правительства адмирала А. В. Колчака состоял из 10 человек, в том числе главного священника А. Касаткина, помощника главного священника Н. Рождественского и начальника канцелярии священника А. Букаева.
Отдел военного духовенства существовал в октябре — ноябре 1919 года и в Северо-Западной армии генерала Н. Н. Юденича. Военное духовенство также присутствовало в ряде других «белых» формирований, например, атамана Г. М. Семенова.
28 марта 1920 года генерал Врангель, Пётр Николаевич заменил Шавельского на посту главы военного духовенства вооружённых сил юга России, в Крыму место управляющего военным и морским духовенством занял епископ Вениамин (Федченков).
В Белых армиях бывали случаи разлада между военным командованием и военным духовенством. Для примера, атаман партизанской дивизии вооружённых сил адмирала А. В. Колчака Б. В. Анненков писал корпусному благочинному, что «вся команда священников исключена из дивизии, и впредь приниматься не будет». Причиной послужил отказ священнослужителей носить военную форму с нашитым на рукаве черепом и костями, присвоенную Б. В. Анненковым всем чинам дивизии.

## Военное духовенство в эмиграции
В ноябре 1920 года, после захвата Крыма частями Красной армии, епископ Вениамин вместе с остатками Добровольческой армии эмигрировал в Стамбул и продолжал опекать русское военное духовенство в Турции, Болгарии, Греции, Королевстве сербов, хорватов и словенцев.
Во время Великой Отечественной войны церковные деятели Русской Православной Церкви, находящиеся в эмиграции выступали со словами поддержки Советской армии.

## Воссоздание института военного духовенства в Российской Федерации
С начала 1990-х гг. Русская Церковь вновь начала окормлять военнослужащих.
В 1995 году был создан синодальный Отдел Московского Патриархата по взаимодействию с Вооружёнными Силами и правоохранительными учреждениями.
В 2005 году воссоздано Военное благочиние (Санкт-Петербургская епархия).

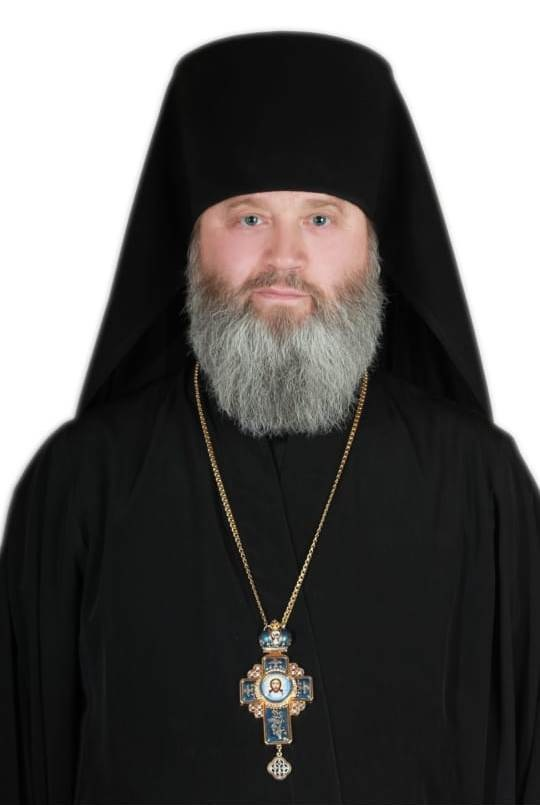
Благочинный военного благочиннического округа Санкт-Петербургской Епархии (2005-) архимандрит Алексий (Ганьжин).

Президент Российской Федерации 21 июля 2009 года принял решение о воссоздании в Вооружённых Силах России института военного духовенства. Это решение было инициировано обращением членов Межрелигиозного совета России, которое подписали Патриарх Московский и всея Руси Кирилл, верховный муфтий, председатель Центрального духовного управления мусульман России Талгат Таджуддин, муфтий, председатель Совета муфтиев России Равиль Гайнутдин, муфтий, председатель Координационного центра мусульман Северного Кавказа Исмаил Бердиев, главный раввин, председатель Федерации еврейских общин России Берл Лазар, Пандито хамбо лама, глава Буддийской традиционной сангхи России Дамба Аюшеев.
7 июня 2022 года Священный Синод постановил возродить существовавшую до 1918 года должность протопресвитера военного и морского духовенства.